# 서수연
서수연(1986년 1월 8일 ~ )은 대한민국의 장애인 탁구 선수이다. 2020년 하계 패럴림픽에 참가하여 단식(C1-2)에서 은메달을 획득했다. 2022년 장애인 아시안 게임에서는 단식과, 여자 복식, 혼합 복식에서 모두 금메달을 획득하며 대회 3관왕을 달성했다.

## 생애
1986년 1월 8일 전라남도 목포시에서 태어났다. 그녀는 모델이 되고자 했으나 대학생이었던 2004년 거북목 교정을 위해 맞은 주사가 척수에 문제를 일으키게 되었다. 의사의 일시적인 마비 증상이라는 말과는 달리 경추 손상을 진단받은 이후 걷지 못하게 되었다. 2004년부터 2010년까지 그녀는 전국의 병원과 법원을 돌아다니면서 병원의 의료과실을 입증하기 하고자 했다. 이 기간 중 그녀는 탁구를 접할 기회가 있었다. 그녀는 예전 모습으로 돌아갈 수 없다는 생각에 절망했고 극단적인 생각 또한 하였으나 2006년 아버지 지인의 권유로 탁구를 시작하게 된 것이다. 사고로 물건을 집는 데에도 어려움을 겪었던 그녀는 라켓을 손에 붕대로 묶고 탁구를 쳐야 했다. 손에 라켓을 묶어서 공에 스핀을 넣기 어려웠지만 연습을 통해 극복할 수 있었다. 취미로 시작한 탁구는 그녀가 장애인 탁구 대회에 참여하면서 직업이 되었다. 탁구를 치면서도 회전근개 손상, 어깨인대 파열을 겪었으나 아시아 선수권 대회 TT2 종목에서 우승을 차지하면서 세계 랭킹 1위에 오르기도 했다.

## 선수 경력
2010년부터 장애인 탁구 선수로서 선수생활을 했는데 3등급으로 시작했다. 2013년 10월에 열린 33회 전국장애인 체육대회 탁구 단식(C3)부분에서 은메달을 획득했다. 2013년 말부터 2등급으로 전환하였다. 2014년 9월에 베이징 열린 아시아 장애인 탁구 선수권 대회에 참가하여 단식(C1-2)에서 은메달을 획득했다. 이후 10월에 인천에서 열린 장애인 아시안 게임에서도 단식 및 단체전에서 은메달을 획득했다.
2015년에 열린 아시아 장애인 선수권 대회 단식부분에서 생애 첫 금메달을 획득하였고 세계랭킹 1위를 달성하였다. 2016년 슬로바이카오픈에서도 우승하였고 패럴림픽에도 처음으로 참가하였다. 단식(c1-2) 종목에서 결승전까지 진출하였지만 중국의 리우징에게 3-1로 패하며 은메달을 획득했다. 단체전에서는 동메달 결정전 1-1 동점 상황에 단식으로 나와 역전승을 하며 동메달을 획득했다. 패럴림픽에서의 성과를 토대로 MBN 여성스포츠대상 9월 MVP에 선정됐다. 10월에 열린 전국장애인체육대회에서는 단식(C2)에서 금메달을 획득했다. 12월19일 롯데호텔 서울에서 열린 2016 MBN여성스포츠대상 시상식에 참가하였고 페어플레이상을 수상했다.
2018년 10월에 열린 장애인 아시안 게임에 참가하여 단식에서 동메달을 획득했다. 같은달에 열린 슬로베니아 라스코에서 열린 세계장애인탁구선수권 대회에서는 단식(C2)종목에서 처음으로 금메달을 획득했다. 이후 국제탁구연맹주관 스타 어워즈에 참석하였다. 여자 장애인탁구 스타상 후보에 올랐으나 수상을 하지는 못했다.
1년 연기되어 2021년에 열린 2020년 하계 패럴림픽에 단식과 단체전 모두 참가하였다. 단식에서는 두 대회 연속으로 결승전에 진출했지만 지난대회 결승에서 만났던 리우징에게 패하며 은메달을 획득했다. 이후 이미규, 윤지유와 함께 참가한 단체전에서도 중국에게 패하며 은메달을 획득했다. 그녀는 이번 대회 은메달에 아시워 하였으며 나이가 다소 많지만 파리에서 열리는 2024년 하계 패럴림픽에 참가하여 금메달을 획득하고 싶다고 말하였다.
2022년에 열린 세계 선수권 대회에 출전해 단식 결승까지 올라갔으나 결승에서 이탈리아 선수에게 패하며 은메달을 획득했다. 이번 대회에 새로 생긴 혼성 복식 MD4클래스에서는 박진철 선수와 호흡을 맞춰 금메달을 획득했다. 1년 연기되어 2023년에 열린 2022년 장애인 아시안 게임에서는 단식 TT2 클래스에서 개인 첫 아시안 게임 금메달을 획득했으며, 이후 이미규와 호흡을 맞춘 여자 복식과 박진철과 호흡을 맞춘 혼합 복식에서도 금메달을 획득하며 대회 3관왕을 달성했다. 대한민국 탁구 종목에서 대회 3관왕을 달성한 선수는 서수연이 최초이다.
2024년 하계 패럴림픽에 윤지유와 함께 여자 복식 WD5 종목에 출전했다. 결승까지 올라갔으나 중국의 류징, 쉐지안에게 세트스코어 1-3으로 패하며 은메달을 획득했다.

## 주해
1.^  장애인 탁구의 경우 장애 정도에 따라 TT1~TT10으로 분류한다. 1~5의 경우 휠체어에서, 6~10의 경우 서서 하며 1등급이 가장 장애도가 높다. 패럴림픽의 경우 클라스(C)로 표기한다.